# Vermelho (heráldica)

No escudo do brasão de armas de Amsterdão há um campo gules

Em heráldica, a cor vermelho, gules ou goles (usado sempre no plural) é um vermelho mais intenso.
Os textos heráldicos se referem a esta cor como:
- bélico
- vermilião
- sanguíneo
- escarlate
- vermelho

## Etimologia
Acredita-se que seu nome vem do francês gueule, que significa ‘goela’ ou ‘garganta’, por sua semelhança com o vermelho do interior da boca dos animais. Alguns autores, como Jouffroy d'Eschavannes, crêem que poderia vir da palavra persa gul ou ghiul, que designa um rosa pálido.

## Representação
Correspondente a uma cor vermelho intenso. Para a representação em cor não existe definição de suas características nos textos heráldicos. Todos os sistemas de definição numérica das cores são modernos.
Para a representação em gravuras branco e preto, são utilizadas linhas verticais paralelas.
Gules representa:
- De jóias; o rubi
- De corpos celestes; Marte

## Exemplos de utilização

### Heráldica
- Armas da família italiana Rossi
(De vermelho pleno)
- Armas do município de Viseu, Portugal
(Castelo de vermelho)
- Armas da Casa de Valois
(Bordadura de vermelho)
- Armas do município de Londrina, Brasil
(Cruz firmada de vermelho)

### Vexilologia
- Estandarte de Presidente da República de Moçambique
- Bandeira mercante da Austrália
- Bandeira da Paraíba
- Bandeira de Leiria